# Skogselenia
Skogselenia (Myiopagis gaimardii) är en fågel i familjen tyranner inom ordningen tättingar.

## Utseende och läte
Skogselenian är en liten tyrann med anspråkslös fjäderdräkt. Undersidan är gulaktig, ovansidan olivgrön. På vingen syns gulaktiga vingband. Huvudet är grått med ett svagt vitt ögonbrynsstreck och ett svart ögonstreck. Lätet är ett genomträngande tudelat "pee-sweet!" som utmärker den från andra likartade tyranner.

## Utbredning och systematik
Skogselenian förekommer från Panama till Brasilien. Den delas in i fem underarter med följande utbredning:
- M. g. gaimardii – förekommer från tropiska södra Ecuador till östra Peru, norra Bolivia och sydvästra och östra Brasilien
- M. g. macilvainii – förekommer i tropiska östra Panama och vid den karibiska kusten i Colombia
- M. g. trinitatis – förekommer på Trinidad
- M. g. bogotensis – förekommer i tropiska nordöstra Colombia och norra Venezuela
- M. g. guianensis – förekommer från östligaste Colombia till sydöstra Venezuela, Guyana och norra Brasilien

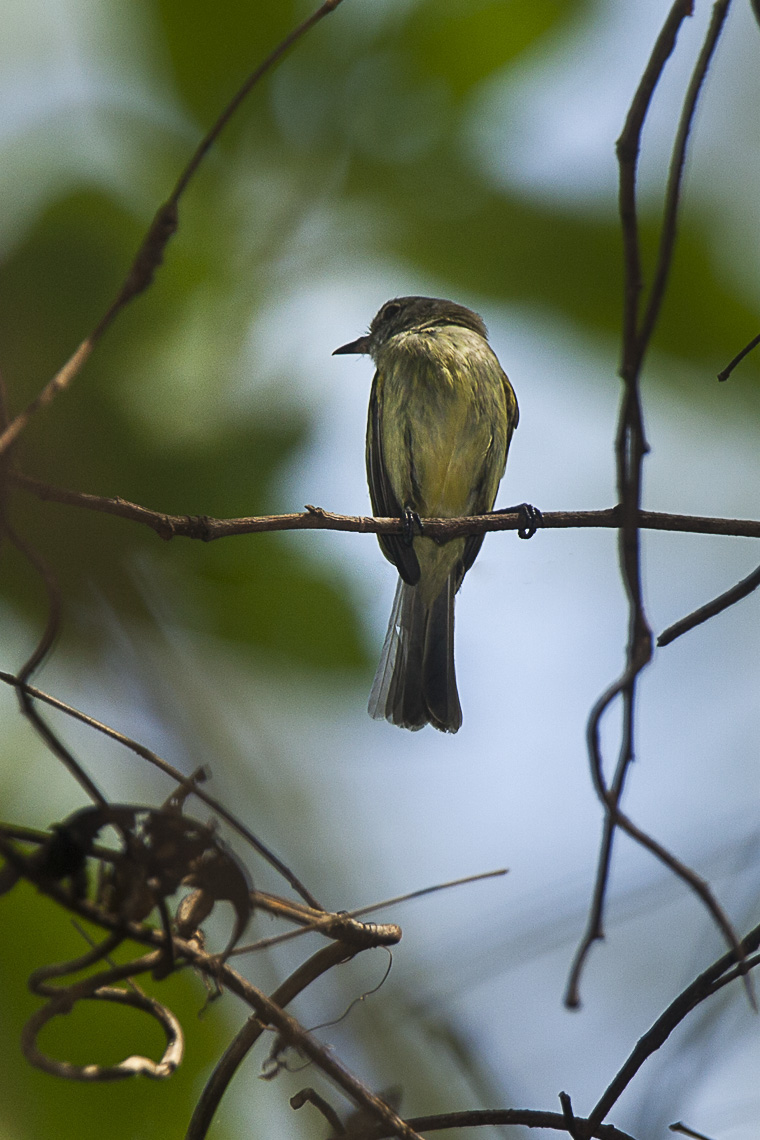
Skogselenia fotograferad i Panama.

## Levnadssätt
Skogselenian hittas i låglänta skogar. Den ses vanligen enstaka i trädtaket, ofta som en del av kringvandrande artblandade flockar.

## Status
Arten har ett stort utbredningsområde och beståndet anses stabilt. Internationella naturvårdsunionen IUCN listar den därför som livskraftig (LC).

## Namn
Fågelns vetenskapliga artnamn hedrar Joseph Paul Gaimard (1793-1858), fransk läkare, naturforskare och upptäcktsresande.